# Teritoriul locuit de sorabi

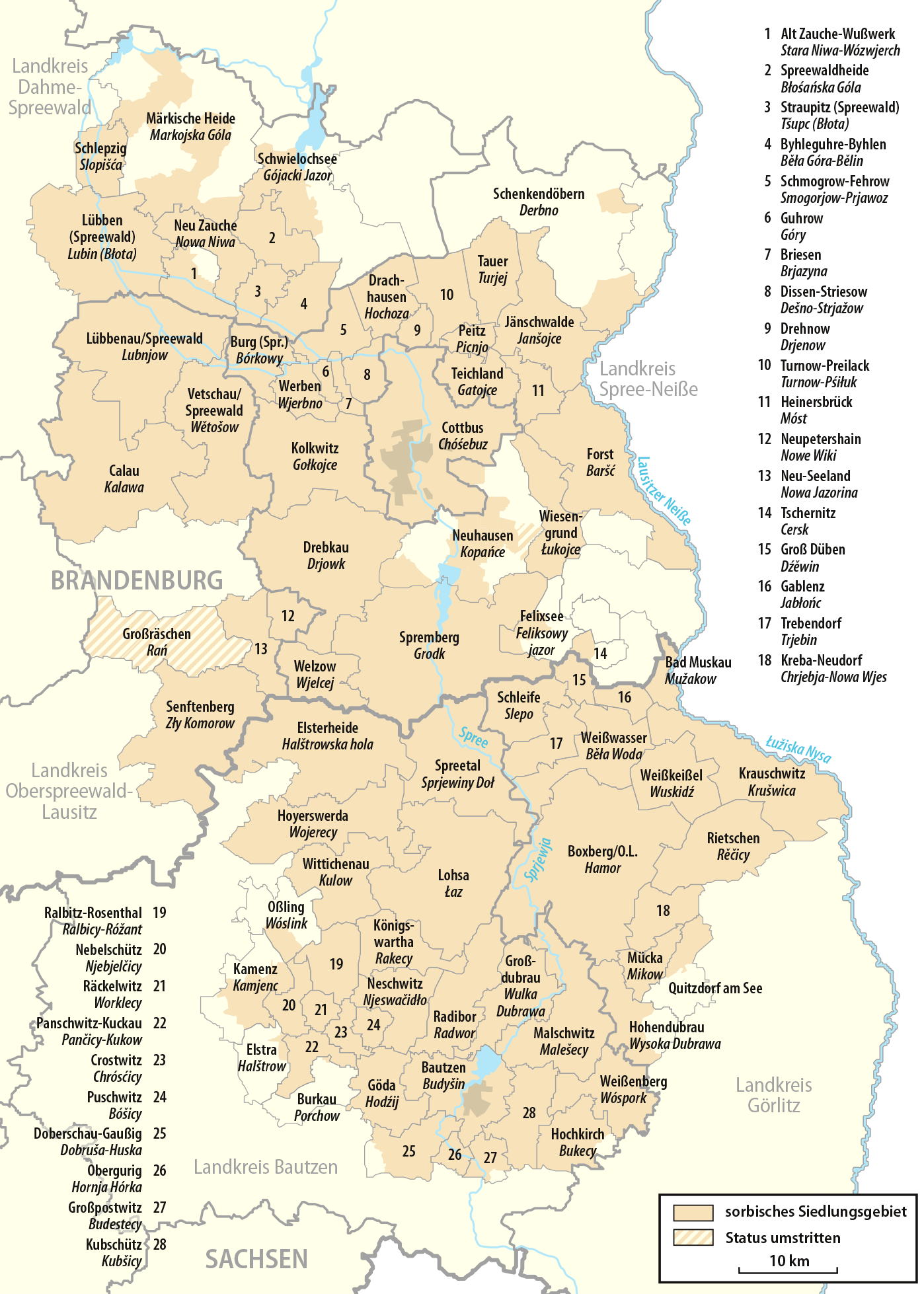
Teritoriile de așezări sorabe – regiunea recunoscută oficial

Teritoriul locuit de sorabi (în germană Sorbisches Siedlungsgebiet sau Siedlungsgebiet der Sorben/Wenden, sorabă de jos Serbski sedleński rum, sorabă de sus Serbski sydlenski rum) este spațiul din estul landului Saxonia și sudul landului Brandenburg în care poporul slav apusean al sorabilor este indigen. Colocvial regiunea este numită Sorbenland („Țara Sorabilor”), iar înainte de 1945 mai era numită – parțial peiorativ – și Wendei.
Suprafața zonei s-a micșorat în ultimele secole ca urmare a asimilării poporului indigen, germanizării și activității minelor de lignit. Teritoriul nu poate fi delimitat cu exactitate, deoarece, conform legilor federale, persoanele nu sunt obligate să divulge dacă sunt sorabi, nici măcar la recensăminte. În cele mai mari orașe din zonă, sorabii sunt o minoritate etnică.

## Context legal

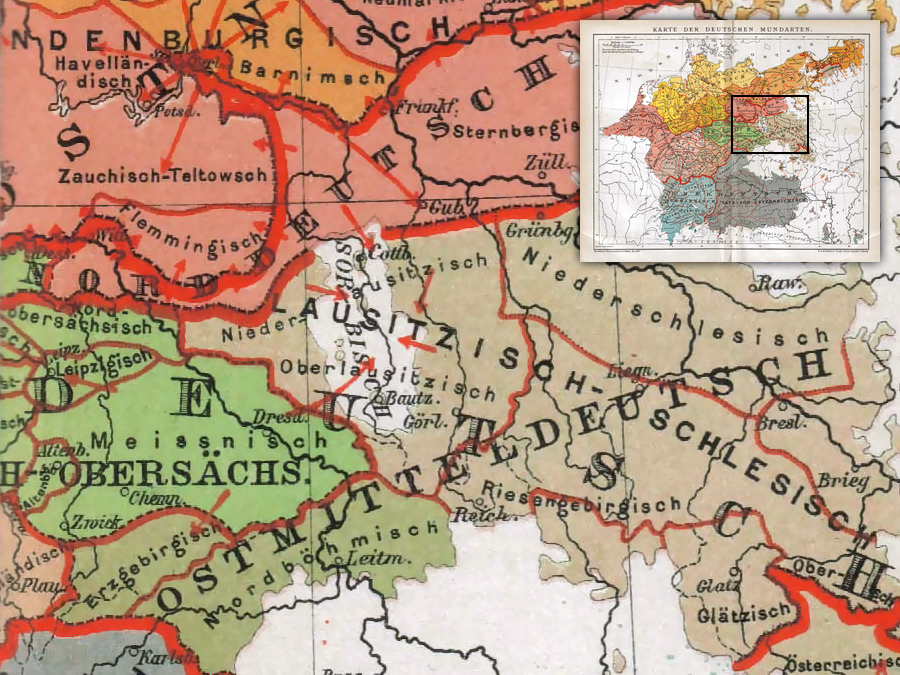
Extras din „Harta dialectelor germane” (Brockhaus Konversations-Lexikon, 1894): „insulița” albă delimitează arealul sorab înconjurat de zone de vorbire germană; germana totuși predomina în orașe.

Recunoașterea oficială a așa-numitelor „teritorii de așezări sorabe ancestrale” este definită în legislația landurilor Saxonia și Brandenburg.
În Saxonia este vorba de „Legea privind drepturile sorabilor din landul liber Saxonia” (în germană, pe scurt, Sächsisches Sorbengesetz), adoptată în anul 1999. Demarcația se bazează în mare parte pe statisticile lui Arnošt Muka din anii 1880. Legea a fost elaborată cu scopul de a păstra și proteja teritoriul de așezări, chiar dacă în unele locuri din partea de est a acestora (districtul Görlitz) limba sorabă nu este deloc vorbită.
Spre deosebire de legea saxonă, „Legea cu privire la structurarea drepturilor sorabilor / Wendei în landul Brandenburg” (în germană, pe scurt, Sorben/Wenden-Gesetz) prevedea, până la un amendament votat în 2014, că acele comunități care se consideră parte a Teritoriilor trebuie să prezinte dovezi de „continuitate lingvistică și culturală a tradiției sorabe (Wendei) până în zilele noastre”. Această reglementare a fost criticată de sorabi și mai mulți activiști pentru drepturile minorităților, întrucât ea depinde de voința și putința comunităților de a-și promova identitatea sorabă, iar din cauza trecutului tumultos al sorabilor din perioada prusacă tradițiile continue se pot dovedi greu de demonstrat în multe cazuri. Astfel, din 2014 este suficientă doar dovada tradiției lingvistice sau culturale (cu sau fără continuitate).

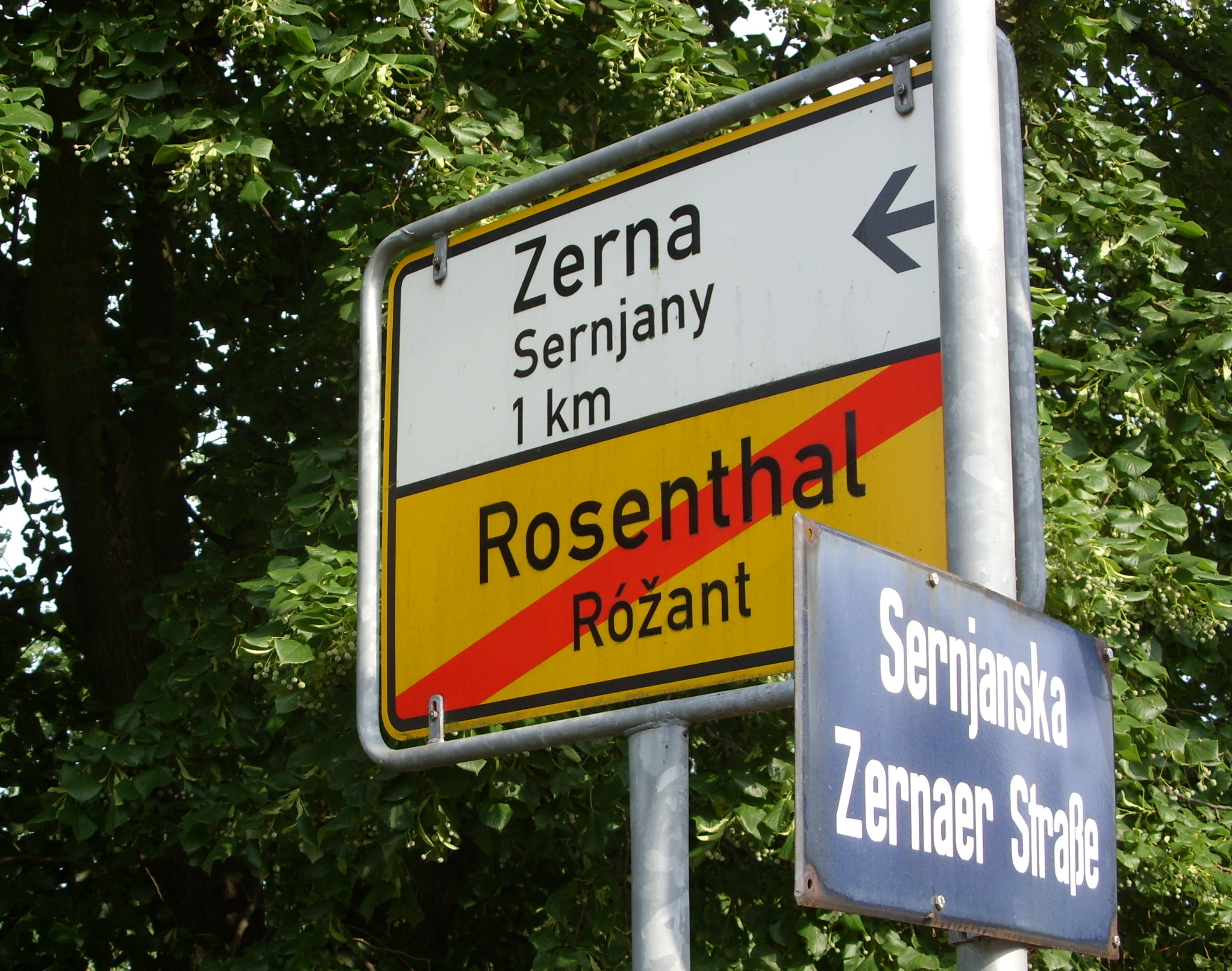
Indicatoare bilingve. În imagine, soraba este scrisă dedesubt pe plăcuța cu numele localităților și deasupra pe cea cu denumirea străzii

În localitățile din Teritorii se practică promovarea și dezvoltarea limbii și culturii sorabe, de exemplu prin includerea sorabilor în consilii publice, instalarea indicatoarelor stradale bilingve și menținerea versiunilor sorabe ale site-urilor oficiale. Totuși, în practică, cu excepția nucleului Teritoriilor, aceste cerințe nu sunt întotdeauna puse în aplicare.
În Brandenburg numele oficial al localităților din cadrul Teritoriilor este dublu, scris în germană și în soraba de jos.
În prezent Teritoriile cuprind următoarele comune:
- în Saxonia:[8]
  - districtul Bautzen (28 din 59 de comune): Bautzen / Budyšin, Burkau (doar Neuhof / Nowy Dwór), Crostwitz / Chrósćicy, Doberschau-Gaußig / Dobruša-Huska (fără Cossern și Naundorf), Elsterheide / Halštrowska Hola, Elstra (doar Kriepitz / Krěpjecy), Göda / Hodźij, Großdubrau / Wulka Dubrawa, Großpostwitz / Budestecy (fără Eulowitz), Hochkirch / Bukecy (fără Breitendorf), Hoyerswerda / Wojerecy, Kamenz / Kamjenc (și anume Deutschbaselitz / Němske Pazlicy, Jesau / Jěžow, Kamenz / Kamjenc, Thonberg/Hlinowc, Wiesa / Brěznja), Königswartha / Rakecy, Kubschütz / Kubšicy, Lohsa / Łaz, Malschwitz / Malešecy, Nebelschütz / Njebjelčicy, Neschwitz / Njeswačidło, Obergurig / Hornja Hórka, Oßling (doar Milstrich/Jitro), Panschwitz-Kuckau / Pančicy-Kukow, Puschwitz / Bóšicy, Räckelwitz / Worklecy, Radibor / Radwor, Ralbitz-Rosenthal / Ralbicy-Róžant, Spreetal / Sprjewiny Doł, Weißenberg / Wóspork, Wittichenau / Kulow
  - districtul Görlitz (14 din 53 de comune): Bad Muskau / Mužakow, Boxberg / Hamor, Gablenz / Jabłońc, Groß Düben / Dźěwin, Hohendubrau / Wysoka Dubrawa (fără Groß Radisch, Jerchwitz și Thräna), Krauschwitz / Krušwica, Kreba-Neudorf / Chrjebja-Nowa Wjes, Mücka / Mikow, Quitzdorf am See (doar Horscha / Hóršow și Petershain / Hóznica), Rietschen / Rěčicy, Schleife / Slepo, Trebendorf / Trjebin, Weißkeißel / Wuskidź, Weißwasser / Běła Woda

- în Brandenburg:
  - orașul Cottbus / Chóśebuz[9]
  - districtul Spree-Neiße (23 din 29 de comune):[9] Burg / Bórkowy, Briesen / Brjazyna, Dissen-Striesow / Dešno-Strjažow, Drachhausen / Hochoza, Drebkau / Drjowk, Drehnow / Drjenow, Felixsee / Feliksowy Jazor (doar Bloischdorf / Błobošojce), Forst / Baršć, Guhrow / Góry, Heinersbrück / Móst, Jänschwalde / Janšojce, Kolkwitz / Gołkojce, Neuhausen / Kopańce (doar Haasow / Hažow și Groß Döbbern / Wjelike Dobrynje), Peitz / Picnjo, Schenkendöbern / Derbno (doar Grano/Granow, Kerkwitz/Keŕkojce, Groß Gastrose/Wjeliki Gósćeraz și Taubendorf/Dubojce), Schmogrow-Fehrow / Smogorjow-Prjawoz, Spremberg / Grodk, Tauer / Turjej, Teichland / Gatojce, Turnow-Preilack / Turnow-Pśiłuk, Welzow / Wjelcej, Werben / Wjerbno, Wiesengrund / Łukojce
  - districtul Dahme-Spreewald (7 din 37 de comune):[9] Byhleguhre-Byhlen / Běła Góra-Bělin, Lübben / Lubin, Märkische Heide / Markojska Góla (doar Dollgen / Dołgi, Groß Leuthen / Lutol, Klein Leine / Małe Linje și Pretschen / Mrocna), Neu Zauche / Nowa Niwa, Schlepzig / Slopišća, Spreewaldheide / Błośańska Góla, Straupitz / Tšupc
  - districtul Oberspreewald-Lausitz (6 din 25 de comune):[10] Calau / Kalawa, Lübbenau / Lubnjow, Neupetershain / Nowe Wiki, Neu-Seeland / Nowa Jazorina, Senftenberg / Zły Komorow, Vetschau / Wětošow

Către 2017, următoarele comune din Brandenburg fuseseră propuse spre a fi adăugate în cadrul Teritoriilor, dar procesul nu era finalizat: Alt Zauche-Wußwerk / Stara Niwa-Wózwjerch, Döbern / Derbno, Felixsee / Feliksowy Jazor (cu excepția Bloischdorf / Błobošojce), Großräschen / Rań, Märkische Heide / Markojska Góla (cu excepția Dollgen / Dołgi, Groß Leuthen / Lutol, Klein Leine / Małe Linje și Pretschen / Mrocna), Neiße-Malxetal / Dolina Nysa-Małksa (doar Groß Kölzig / Wjeliki Kólsk și Klein Kölzig / Mały Kólsk), Neuhausen / Kopańce (cu excepția Haasow / Hažow și Groß Döbbern / Wjelike Dobrynje), Schenkendöbern / Derbno (doar Bärenklau / Barklawa, Grabko / Grabkow, Pinnow / Pynow și Schenkendöbern / Derbno), Schwielochsee / Gójacki Jazor, Tschernitz / Cersk.

## Istorie

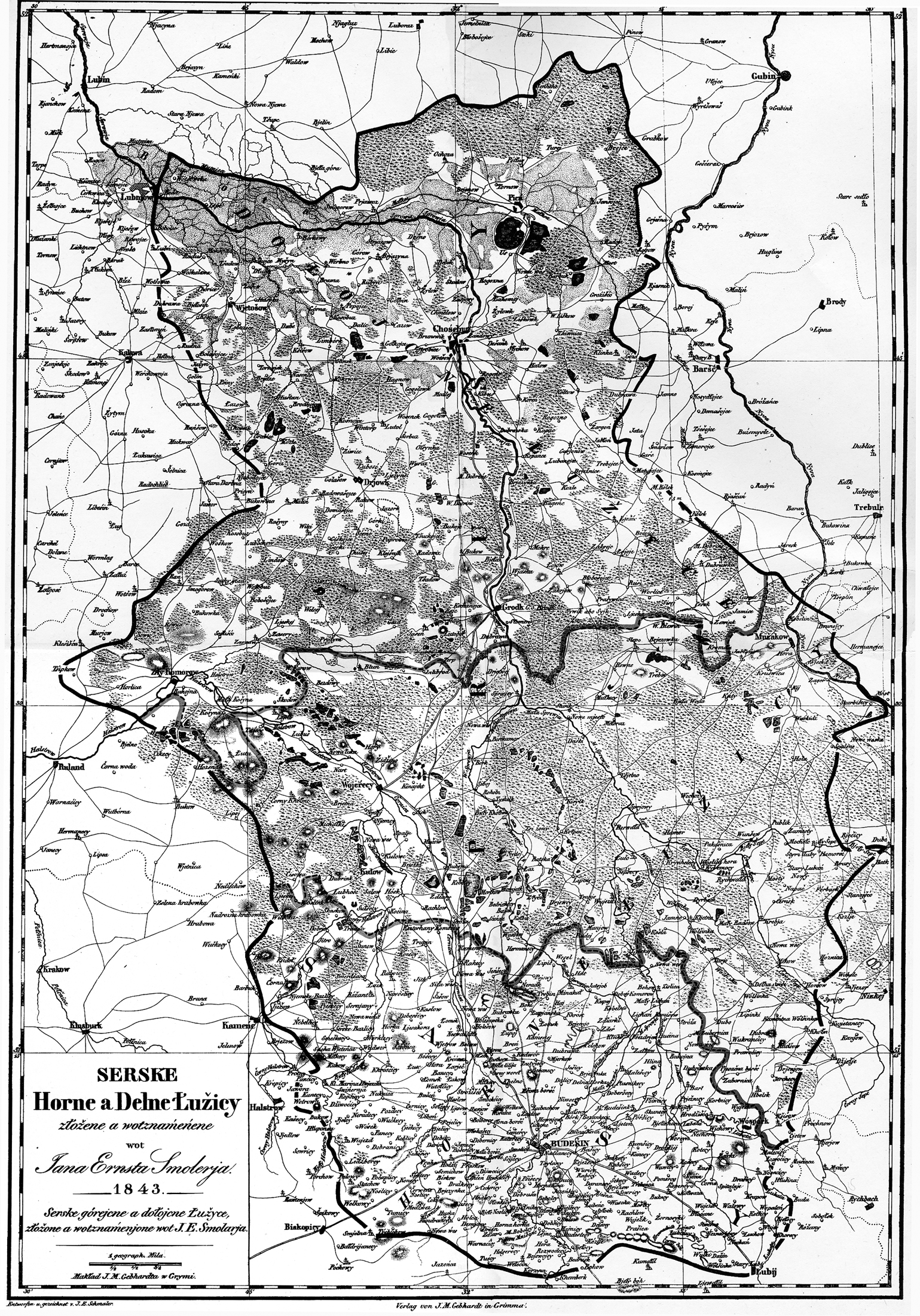
Delimitarea Teritoriilor conform lui Smoler în 1843. Muka a atribuit o suprafață mai mare 40 de ani mai târziu.

Din istoria teritoriilor de așezări sorabe, mai ales în evul mediu, fac parte mai multe episoade descrise în izvoarele istorice, în care relatările despre sorabi apar episodic. De exemplu, Martin Luther menționa în mod peiorativ sorabii din satele învecinate cu Wittenberg. Alte episoade sunt interzicerea limbii în anumite orașe: Leipzig în 1327, Altenburg, Zwickau și Chemnitz în 1377.
În unele sate de pe malul drept al Boberului și Oderului, până în sec. al XVII se vorbea soraba. Toponimele Dresda, Leipzig, Meißen, Chemnitz și Torgau au origine sorabă.
Primele studii sistematice cu privire la delimitarea teritoriilor de așezări sorabe au fost efectuate în sec. al XIX-lea de către Jan Arnošt Smoler (1843) și, mai detaliat, de Arnošt Muka (1884/85). În timp ce Smoler era în primul rând interesat de folclorul sorab, Muka a călătorit prin satele din Luzacia de Sus și cea de Jos pentru a afla starea limbii în fiecare localitate. Studiile celor doi includ statistici detaliate, cât și ample reproduceri ale mărturisirilor locuitorilor așezărilor vizitate. Muka estima populația de sorabi la 166.000. El a documentat rapida germanizare a locurilor sorabe, în special în Luzacia de Jos.